# 大萩山
大萩山（おおはぎやま）は、宮城県白石市にある山である。
標高264.3m。白石市中央部にあり、白石中心街からも山頂を容易に確認できる山。山頂には白石中継局と大萩山公園がある。東麓直下には東北新幹線第二白石トンネルが、西南から北東方向へ貫いている。

## アクセス
- 白石市内から国道113号を角田市方面に向かい、白石蔵王駅方面からの市道との交差点から山へ向かう。

## 所在地
- 白石市郡山字大萩山6番地1